# Buddenberg-Arboretum

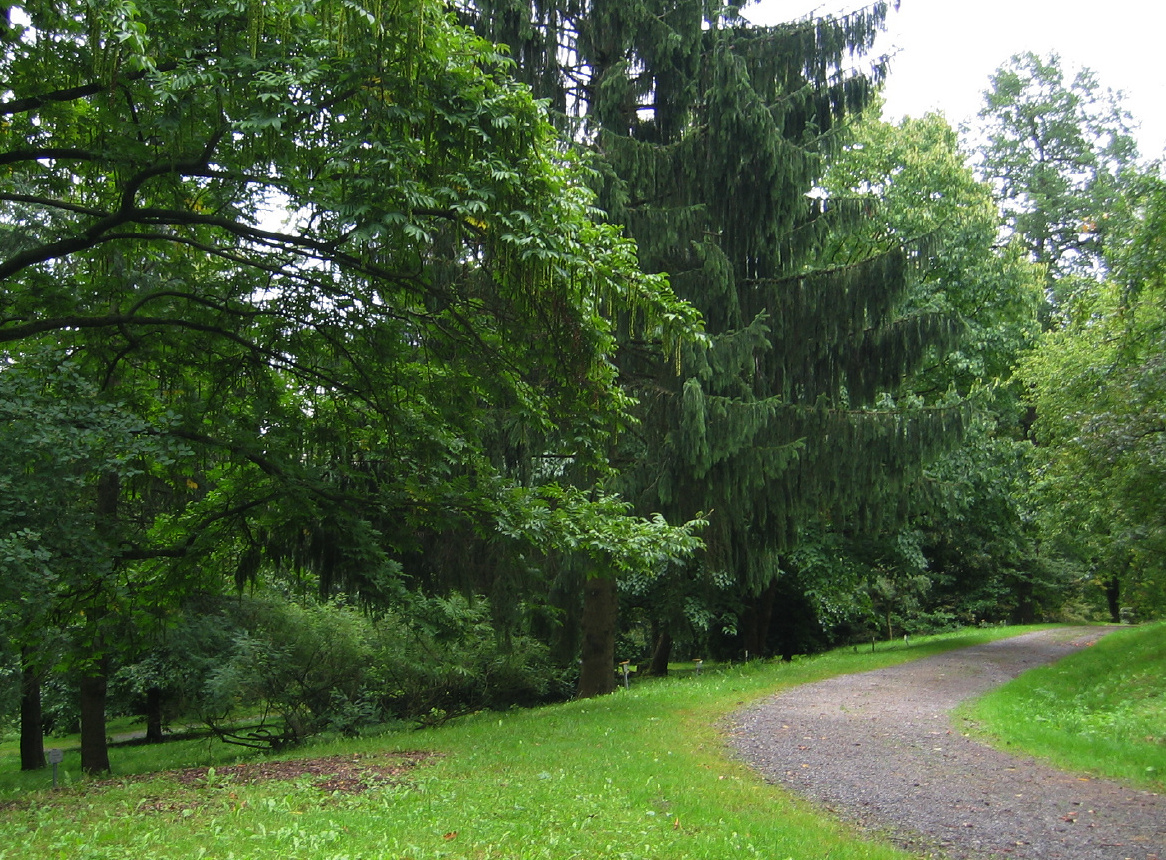
Bäume entlang des Hauptweges im Arboretum

Das Buddenberg-Arboretum ist ein 1966 gegründetes Arboretum in der nordrhein-westfälischen Stadt Bad Driburg in Deutschland. Die Anlage befindet sich – rund einen Kilometer Luftlinie entfernt – im Osten des Driburger Ortskerns. Das Arboretum im „Adolf-Buddenberg-Park“ hat eine Fläche von etwa 10 Hektar und beheimatet über 100 Baumarten. Benannt ist der frei zugängliche Park nach seinem Initiator, dem Driburger Unternehmer Adolf Buddenberg (1904–1969), der u. a. Vorsitzender des Driburger Kur- und Verkehrsvereins war.

## Lage
Das Arboretum liegt auf dem 292 m hohen Steinberg, einem Teilstück des Höhenzuges, der das Driburger Tal auf seiner Ostseite umrahmt. Der gut 1,5 km lange Bergrücken besteht aus Muschelkalk-Kalkstein, der am Steinberg bis ins 20. Jahrhundert hinein in einem Steinbruch gewonnen wurde. Enge Bachtäler trennen den Steinberg von seiner nördlichen Fortsetzung des Rosenberges und der südlichen Sülburg. Rosenberg und Steinberg schließen sich unmittelbar an den Gräflichen Park an und bilden den Übergang in die freie Waldlandschaft.

## Geschichte
Auf dem Steinbergs sind 20 bronzezeitliche Grabhügel erhalten, die schon vor Gründung des Arboretums ein touristischer Anziehungspunkt waren.
Während der nördlich gelegene Rosenberg bereits 1792 vom Badgründer Caspar Heinrich von Sierstorpff erworben und aus einer Viehweide und Holzung durch Aufforstung, Anpflanzung von Heckenrosen und Anlage von Spazierwegen in die Kurlandschaft einbezogen wurde, ist das ab 1966 durch Zusammenarbeit von Stadt, Gemeindeforstamt und Kur- und Verkehrsverein entstandene Buddenberg-Arboretum eine Erweiterung dieser „gepflegten“ Landschaft. Anfangs wurden etwa 300 einheimische und fremde Gehölzarten angepflanzt, von denen sich über 200 für den Standort und das Klima geeignet erwiesen.
Unterhalten wird die Anlage vom Forstbetrieb, gepflegt wird der „exotische Baumpark“ zudem von einer privaten Arbeitsgruppe.

## Nutzung
Im Arboretum können einbürgerungsfähige Gehölzarten erkundet werden. Es gibt einen botanischen Lehrpfad, und die Wanderwege im Park erweitern den städtischen Erholungsraum.
Vom Parkplatz oberhalb der Wohnbebauung um 250 m über NN, beim ehemaligen, geologisch interessanten Steinbruch, führt ein einstündiger Rundweg auf und um den Berg. Es gibt Schutzhütten und Ruhebänke an Aussichtspunkten. Von Bewuchs freigehaltene Sichtachsen erlauben den Blick in die umgebende Landschaft, zum Eggegebirge und bei guter Sicht auch zum Weserbergland.
Über den Steinberg verläuft zudem der 18 km lange Wanderweg Sachsenring, rings um das Driburger Tal.